# C道 (加利福尼亞州)
C道（英語：C-Road）是位於美國加利福尼亞州普盧默斯縣的一個人口普查指定地區。

## 地理
C道的座標為39°45′34″N 120°35′01″W / 39.75944°N 120.58361°W，而該地最高點為海拔高度1461米（即4793英尺）。

## 人口
根據2010年美國人口普查的數據，C道的面積為6.899平方千米，均為陸地。當地共有人口150人，而人口密度為每平方千米21人。